# Krinisos
Krinisos (także Krimisos; gr. Κριμισσός Krimissós, łac. Crimisus, Crinissus) – w mitologii greckiej bóg sycylijskiej rzeki Sikelia, niedaleko greckiej kolonii Segesta. Był najczęściej przedstawiany jako niedźwiedź lub pies. Był synem Okeanosa i Tetydy.